# Mount Clarke (berg i Antarktis, lat -68,12, long 55,46)
Mount Clarke är ett berg i Antarktis. Det ligger i Östantarktis. Australien gör anspråk på området. Toppen på Mount Clarke är 1 641 meter över havet.
Terrängen runt Mount Clarke är platt söderut, men norrut är den kuperad. Trakten är obefolkad. Det finns inga samhällen i närheten.